# Henry W. Bigler
Pour les articles homonymes, voir Bigler.
Henry W. Bigler (28 août 1815, Virginie-Occidentale - 24 novembre 1900, Saint George) est resté célèbre pour avoir été présent lors de la découverte de l'or à l'origine de la ruée vers l'or en Californie et pour avoir laissé un témoignage écrit à ce sujet.